# Saint-Jacques-le-Mineur
Saint-Jacques-le-Mineur es un municipio de la provincia de Quebec en Canadá. Es una de las ciudades pertenecientes al municipio regional de condado de Les Jardins-de-Napierville y, a su vez, a la región de Vallée-du-Haut-Saint-Laurent en Montérégie.

## Geografía

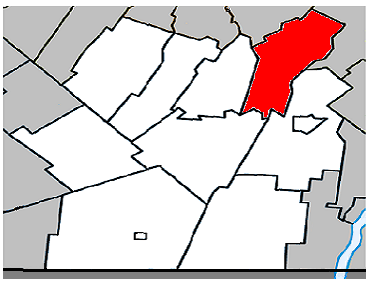
Ubicación de Sant-Jacques-le-Mineur en Les Jardins-de-Napierville.

El territorio de Saint-Jacques-le-Mineur se encuentra ubicado entre los municipios de Saint-Philippe al norte, Saint-Jean-sur-Richelieu al noreste, Saint-Cyprien-de-Napierville al sureste, Saint-Patrice-de-Sherrington al suroeste y Saint-Édouard al oeste. Tiene una superficie total de 67,68 km² cuyos 67,41 son tierra firme.

## Política
Saint-Jacques-le-Mineur está incluso en el MRC de Les Jardins-de-Napierville. El consejo municipal está compuesto por seis consejeros representando sin división territorial. La alcaldesa actual (2015) es Lise Trottier, que sucedió a Camille Beaudin en 2009.
|            | 2005-2009                                                                                                | 2009-2013                                                                                               | 2013-2017                                                                                           |
| Alcalde    | Camille Beaudin                                                                                          | Lise Trottier                                                                                           | Lise Trottier                                                                                       |
| Consejeros | Guy Derome Robert Forgues Mario Joubert Mario Dufour Claudette Lapointe Guy Lestage Diane Lévesque Varin | Nathalie Boucher# Alexandre Brault# Marc Lamarre# Richard Lestage Johanne Plamondon# Christiane Potvin# | Yvan-René Black# Marie-Ève Boutin# Guy Ducap# Pierre Labelle# Mélanie Jo Lacerte# Christiane Potvin |

* Al inicio del termo pero no al fin.  ** Al fin del termo pero no al inicio.  # En el partido del alcalde (2009 y 2013).
El territorio de Saint-Jacques-le-Mineur forma parte de las circunscripciones electorales de Huntingdon a nivel provincial y de Beauharnois-Salaberry a nivel federal.

## Demografía
Según el censo de Canadá de 2011, había 1672 personas residiendo en este municipio con una densidad de población de 24,9 hab./km². Los datos del censo mostraron que de las 1628 personas censadas en 2006, en 2011 hubo un aumento de 44 habitantes (2,7 %). El número total de inmuebles particulares resultó de 658. El número total de viviendas particulares que se encontraban ocupadas por residentes habituales fue de 638.
Evolución de la población total, Saint-Jacques-le-Mineur, 1991-2015